# Mamillariella geniculata
Mamillariella geniculata là một loài Rêu trong họ Leskeaceae. Loài này được Lazarenko mô tả khoa học đầu tiên năm 1934.